# Мала Пештера
Мала Пештера је пећина дужине 144m, денивелације 8,5m, у северном делу Џервинске греде, у атару Петровог Села. Улаз се налази на 400 м.н.в.
По хидролошкој функцији, пећина представља извор речица Мала Пештера, иако се место истицања налази 2m ниже од пећинског улаза. У Главном и Високом каналу има пећинског накита (траверинске каде, саливи, сталактити), док се Сифонски канал одликује ерозионим облицима, нарочито фасетама. Попречни пресеци Сифонског канала кружних су и елипсастих облика, што указује да су у  периодима хидролошке активности потпуно испуњени водом.